# كريستيان بانوتشي
كريستيان بانوتشي (بالإيطالية: Christian Panucci)‏ مدافع إيطالي ولد في 12 أبريل 1973

 م في مدينة سافونا في إيطاليا. لعب للعديد من الأندية الشهيرة قبل أن يستقر بروما مثل إنتر ميلان وميلان وتشلسي وريال مدريد.

## روابط خارجية
- كريستيان بانوتشي على موقع الاتحاد الدولي (مؤرشف)  (الإنجليزية)
- كريستيان بانوتشي على موقع الاتحاد الأوربي (الإنجليزية)
- كريستيان بانوتشي على موقع قاعدة بيانات كرة القدم.إي يو (الإنجليزية)
- كريستيان بانوتشي على موقع ناشيونال فوتبول تيمز (الإنجليزية)
- كريستيان بانوتشي على موقع Soccerbase.com (لاعب) (الإنجليزية)
- كريستيان بانوتشي على موقع Soccerway.com (الإنجليزية)
- كريستيان بانوتشي على موقع عالم كرة القدم.نت (الإنجليزية)
- كريستيان بانوتشي على موقع كووورة
- كريستيان بانوتشي على موقع أوليمبيديا (الإنجليزية)